# Город героев: Новая история
«Город героев: Новая история» (англ. Big Hero 6: The Series) — мультсериал, являющийся продолжением мультфильма «Город героев», созданного студией Walt Disney Animation Studios и выпущенного кинокомпанией Walt Disney Pictures. Сериал транслировался на канале Disney XD с 2017 по 2021 год.

## Сюжет
Хиро Хамада поступил в Технический университет Сан-Франсокио, где учился его старший брат Тадаши. В первый же день в университете юный герой оказался в лаборатории Тадаши и нашел там микрочип Бэймакса. С помощью этого устройства Хиро надеялся восстановить робота, но его поспешные действия привели к неожиданным последствиям. И после пересоздания Бэймакса шестёрка снова приступает к геройским приключениям.

## Персонажи
- Хиро Хамада[англ.] (англ. Hiro Hamada)
- Бэймакс[англ.] (англ. Baymax)
- ГоГо Томаго[англ.] (англ. GoGo Tomago)
- Хани Лемон[англ.] (англ. Honey Lemon)
- Фред (Фредзилла)[англ.] (англ. Fred (Fredzilla))
- Васаби[англ.] (англ. Wasabi)
- Карми
- Кэсс Хамада (англ. Cass Hamada)